# Jaume Morales
Jaume Morales Molina, (nacido el 16 de marzo de 1972 en Badalona, Cataluña)  es un exjugador de baloncesto español. Con 1.92 de estatura, su puesto natural en la cancha era el de escolta.

## Trayectoria
- Cantera Joventut Badalona.
- 1991-92 TDK Manresa Junior.
- 1991-92 TDK Manresa.
- 1992-93 C.B. y G.E. Manresa.
- 1992-93 Bàsquet Manresa.
- 1993-98 Club Baloncesto Gran Canaria.
- 1998-99 Club Ourense Baloncesto.
- 1999-02 Baloncesto León
- 2002-03 Club Bàsquet Tarragona.